# Daczne (stacja kolejowa w obwodzie wołyńskim)
Daczne (ukr. Дачне; ros. Дачне) – stacja kolejowa w miejscowości Daczne, w rejonie łuckim, w obwodzie wołyńskim, na Ukrainie. Leży na linii Lwów – Kiwerce.